# Липинський В'ячеслав Казимирович
В'ячесла́в (Вацлав) Казими́рович Липи́нський (пол. Wacław Lipiński; 5 (17) квітня 1882, Затурці, Володимир-Волинський повіт, Волинська губернія, Російська імперія, нині Волинська область, Україна — 14 червня 1931, Перніц біля Відня, Вінер-Нойштадт-Ланд, Нижня Австрія, Австрійська Республіка) — український політичний діяч польського походження, історик, історіософ, соціолог, публіцист, теоретик українського консерватизму. Один із організаторів Української демократично-хліборобської партії та «Українського союзу хліборобів-державників». За Гетьманату — посол України в Австрії. 
Вважав, що принципи етики та людської солідарності є універсальними для всіх людей у світі, незалежно від їхньої національності, мови чи релігії. Був великим прихильником творчого націоналізму як патріотизму, в американському стилі, й противником агресивного націоналізму, зокрема шовінізму. Частково публікувався під псевдонімами В. Правобережець, Nobilis Ruthenus, Василь Безрідний
Відповідно до українського законодавства є борцем за незалежність України у ХХ столітті.

## Життєпис

### Походження та ранні роки

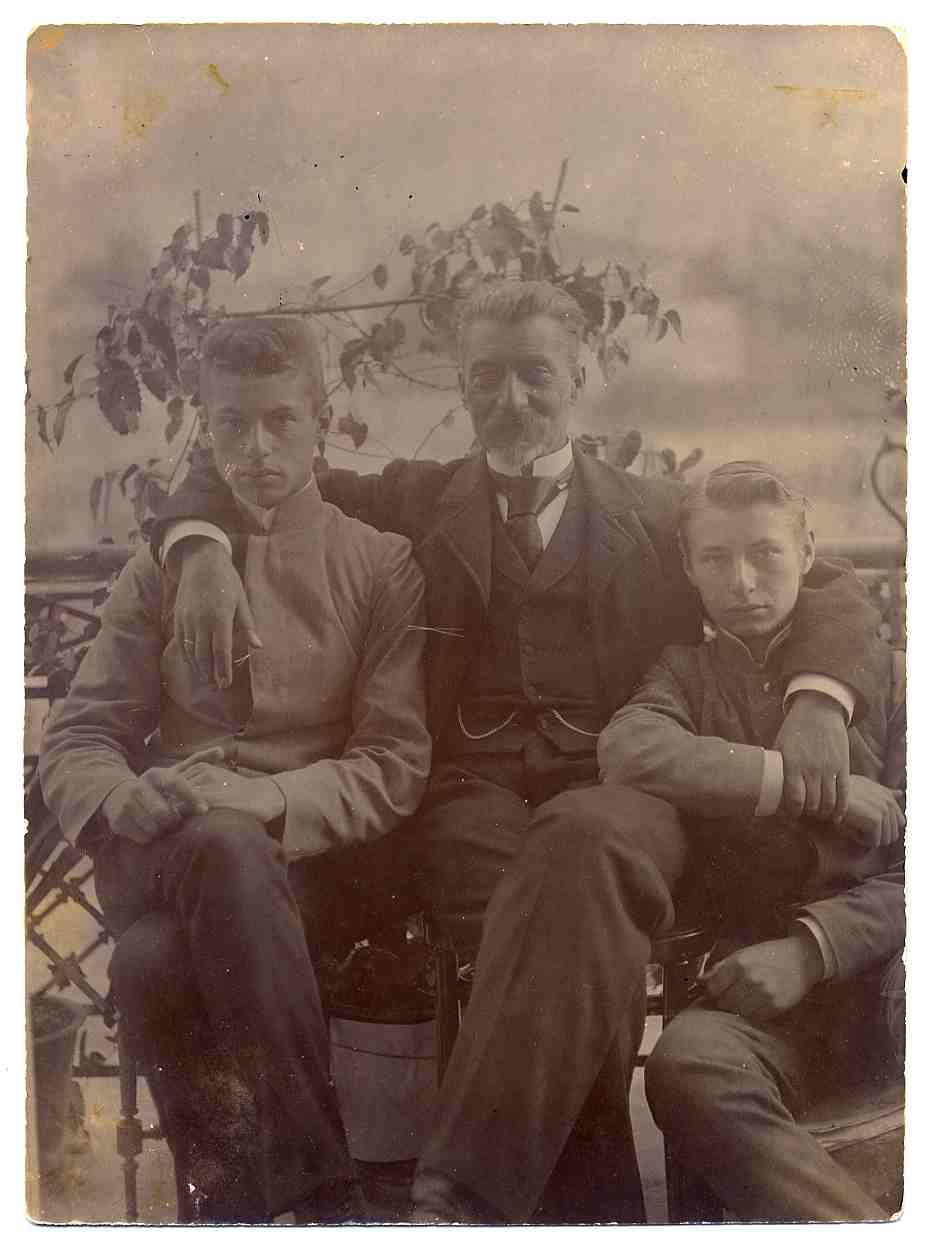
В'ячеслав Липинський (ліворуч) з батьком Казимиром та братом Станіславом. Кінець XIX століття

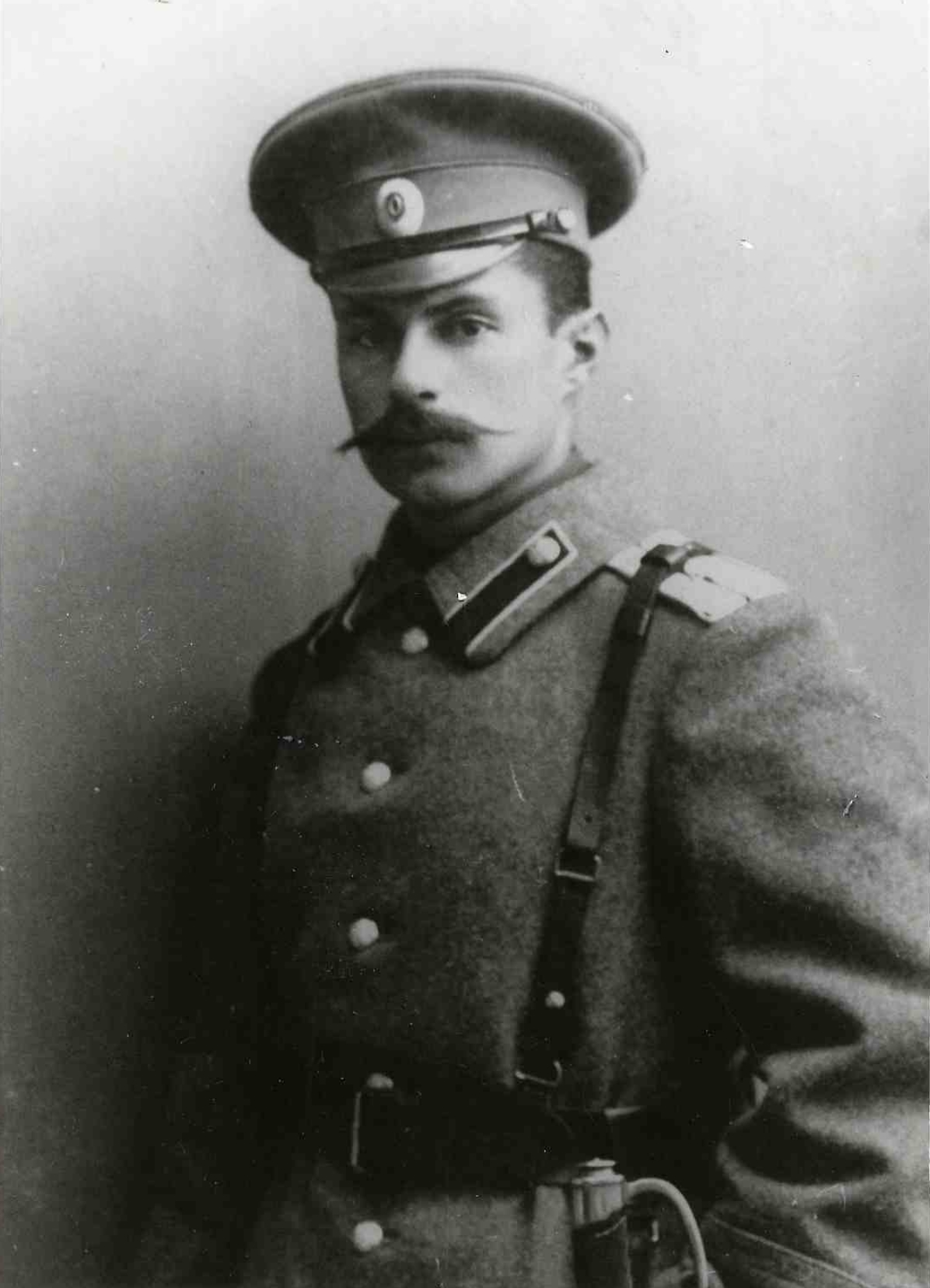
В'ячеслав Липинський як офіцер російської армії, 1914 рік

Бродзиць, герб Липинських

Народився у родинному маєтку польського шляхетського роду Липинських в селі Затурці (Володимир-Волинський повіт, Волинська губернія, Російська імперія).
Зростав у католицькому, хліборобсько-шляхетському, культурно польському середовищі кресов'яків — поляків, що попри усвідомлення своєї окремішності чудово володіли українською мовою та знали місцеву культуру і звичаї. Рід Липинських гербу Бродзиць, який походив з Мазовії, видав цілий ряд діячів, що займали визначні становища серед тогочасної шляхти. Серед них — молодший брат Станіслав (нар. 1884), доктор філософії, агроном-селекціонер.
Родинне походження Липинського мало вирішальний вплив на формування його поглядів та на ставлення до життя.
Навчався у Житомирській, Луцькій та Київській гімназіях.
Перебування у Києві, де він був учнем 1-ї Київської гімназії, безперечно, мало вплив на подальший розвиток його поглядів. Тут він потрапив в українське середовище, брав участь у зустрічах, які відбувалися у домі Марії Требінської. Про так званий «гурток Требінської» відомий український історик Наталія Полонська-Василенко казала, що 
| «там зустрічалися люди різного віку, різних політичних переконань, різних фахів, але об’єднані одним почуттям — любов’ю до України». | Липинський приєднався до цього гуртка наприкінці 1890-х років. Також він долучився до так званих «хлопоманів».
Під час великодніх канікул 1901 року в Києві проходив крайовий з'їзд делегатів середньошкільних учнівських корпорацій Правобережжя. Липинський був одним із делегатів корпорації від 1-ї Київської гімназії. В діловій частині з'їзду попросив слова семикласник Липинський, пропонуючи створити одну спільну корпорацію для римо-католиків та православних на базі української територіальної приналежності. Коли ця пропозиція не пройшла, Липинський залишив з'їзд і зрікся членства корпорації римо-католиків. Натомість він став членом православної учнівської Громади.
Після закінчення гімназії в 1902 відбував військову службу в Ризькому драгунському полку, що стояв у Кременці на Волині. Однак пізніше військова комісія визнала його «нездатним до війська через легені та серце» (фактично все своє життя хворів на туберкульоз). Згодом його здоров'я покращало настільки, що на початку Першої світової війни він був мобілізований як резервний офіцер до 4-го драгунського Новотроїцько-Катеринославського полку, в лавах якого у складі російської армії генерала Самсонова відбув східнопрусську кампанію. Через тяжкі воєнні умови легенева недуга відновилася, і Липинський був переведений до резервних частин спочатку в Дубно, потім в Острозі й, нарешті, в Полтаві.
Весною 1903 вступив до Ягеллонського університету в Кракові, де вивчав агрономію та слухав лекції з інших предметів, зокрема, історії, а також відвідував лекції з української літератури Богдана Лепкого.
У 1906 одружився у Кракові з Казимирою Шумінською та виїхав з нею до Женеви, щоб вивчати соціологію у тамтешньому університеті. Але пробув він там лише рік, бо швейцарський клімат погано впливав на здоров'я, і лікарі порадили йому виїхати. Повернувся до Кракова, де продовжив навчання в Ягеллонському університеті, який закінчив у 1908.
З 1909 перебував почасти у Кракові, почасти у своєму власному маєтку Русалівські Чагари Уманського повіту (нині Черкаська область). Тут він господарював на хуторі, який подарував йому його дядько Адам Рокицький. Уже тоді усвідомлював необхідність повернення українському народові, який «живе, хоче жити і буде жити як народ незалежний», його еліти; ополяченій і польській шляхті в Україні треба визначитись: буде вона з народом, зійде з позиції колонізаторів чи опиратиметься ходові історії. Цю альтернативу сформулював у брошурі «Шляхта на Україні: її участь в житті українського народу на тлі його історії» (Краків, 1909), а також у статтях до журналу «Przegląd Krajowy» (Київ, 1909), до редакції якого він входив.
Напередодні Першої світової війни брав участь в організації за межами Росії українського політичного центру, трансформованого в Союз визволення України (1914).

### У роки Першої світової війни

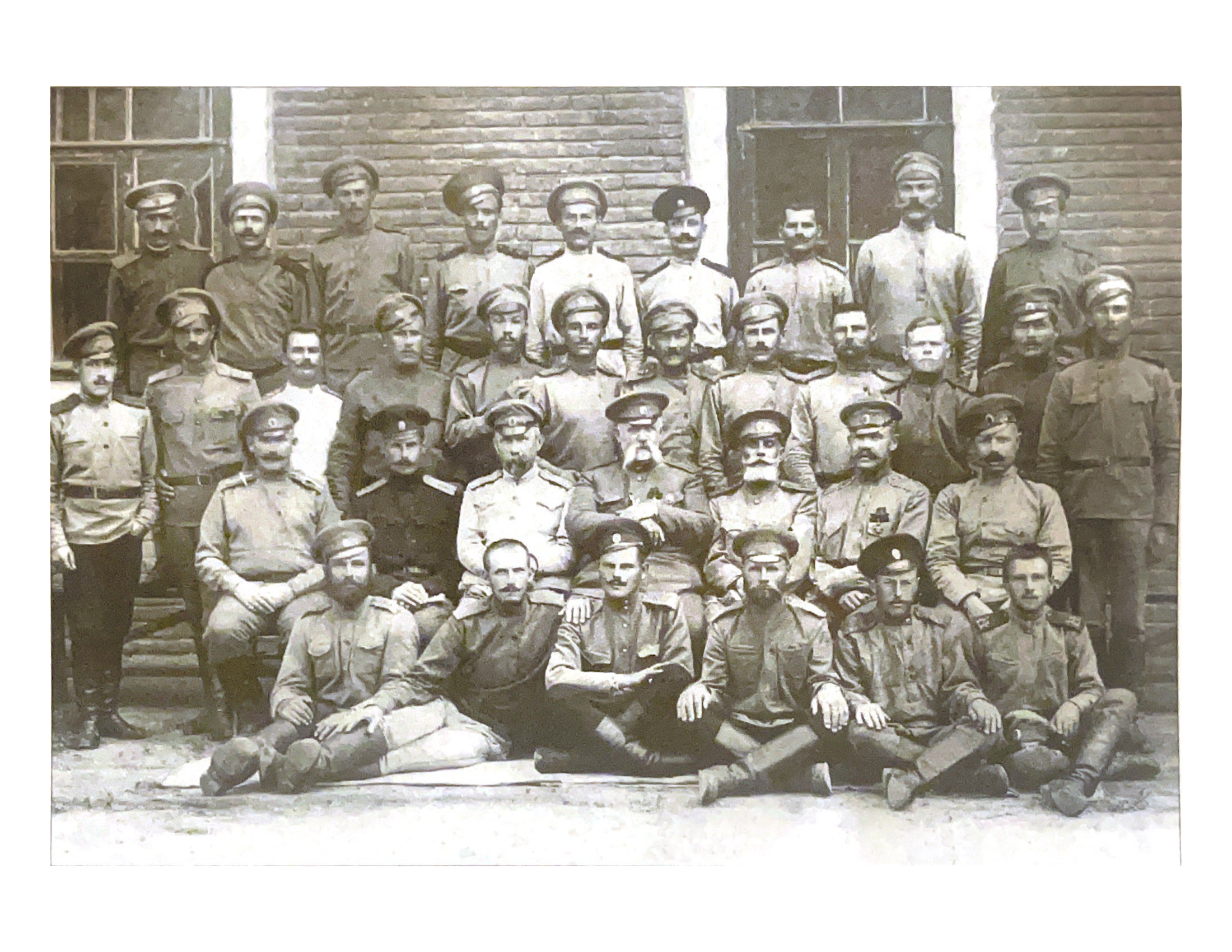
В'ячеслав Липинський (другий у другому ряду) із своєю військовою частиною, 1915

Після початку Першої світової війни став резервним старшиною 4-го Драгунського Новотроїцько-Екатеринославського полку, де пройшов східно-пруську компанію.
Завдяки документу, де зазначався перелік боїв у яких він брав участь, можна побачити, що за компанію 1914 року він пройшов 6 боїв, як у дивізії, так і в переслідуванні супротивника. Через рік, у 1914, через хворобу перенесений в кінні резерви, де служив в різних містах, зустрівши Лютневу революцію 1917 року, перебуваючи у Полтаві.
| В початку революції я, як офіцер російської кінноти, мав під своєю командою більше сотні щиро мені відданих людей та мав у своїй роспорядимости пару сот прекрасних коней. Національний рух захопив розуміється й мій відділ, що складався майже виключно з саміх Українців. В Полтаві, де ми тоді стояли, вишито нами чудовий синьо-жовтий Штандардт, на якому було написано: «В своїй хаті своя сила і правда і воля.» | — писав В'ячеслав Липинський у «Листи до братів-хліборобів».

### Доба визвольних змагань

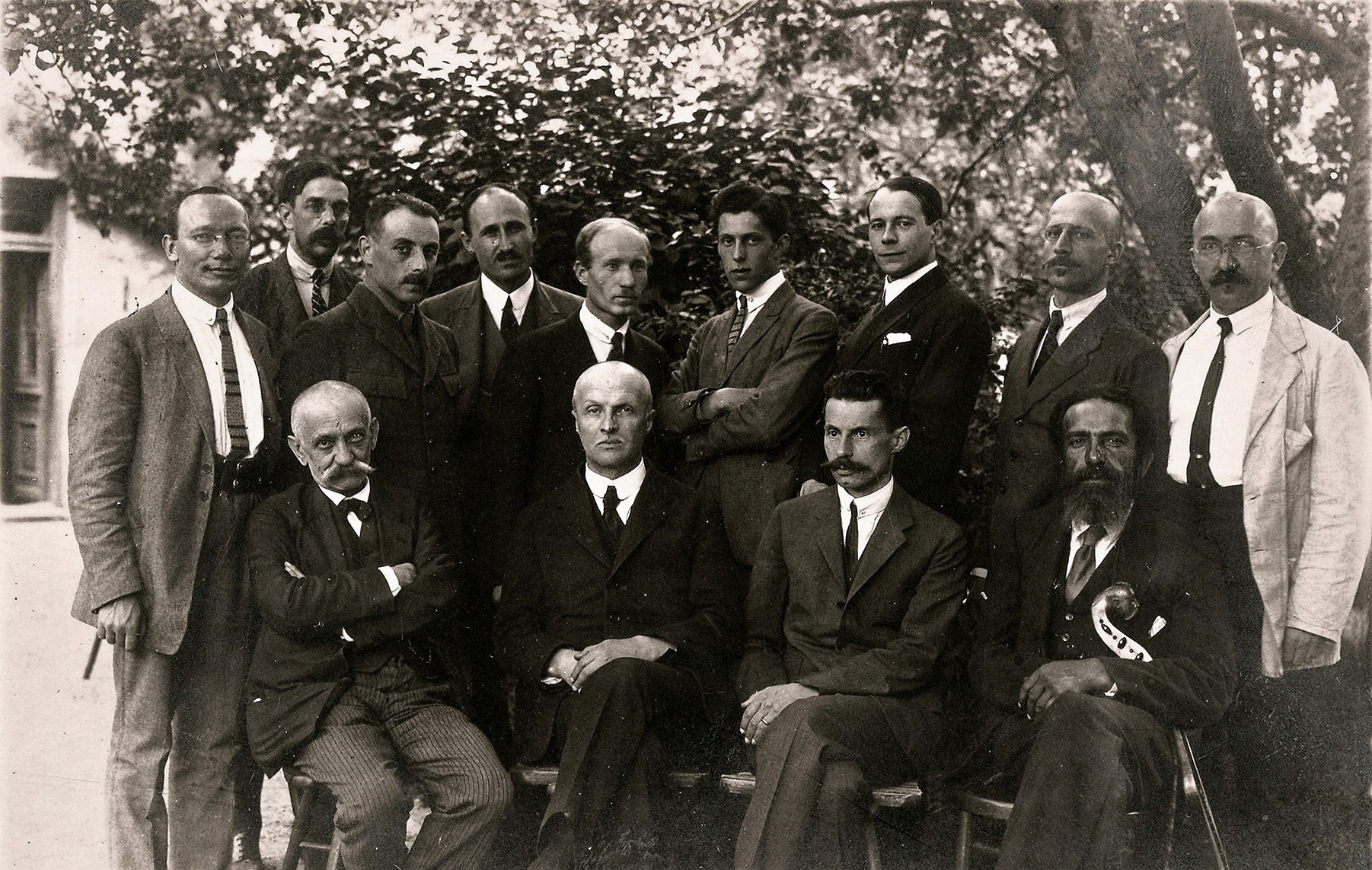
Учасники установчого з'їзду Українського союзу хліборобів-державників, Рейхенау, 4—8 червня 1922 року. Зліва направо сидять: Іван Леонтович, гетьман Павло Скоропадський, В'ячеслав Липинський, Людвіг Сідлецький; стоять Михайло Тимофіїв, Микола Кочубей, Адам Монтрезор, Андрій Білопольський, Михайло Савур-Ципріянович, Ігор Лоський, Володимир Залозецький, Сергій Шемет, Олександр Скоропис-Йолтуховський

Ванзее, 1923 рік. Зліва направо: Олександр Скоропис-Йолтуховський, В'ячеслав Липинський, Павло Скоропадський, Володимир Коростовець, Сергій Шемет, Олександр Сахно-Устимович

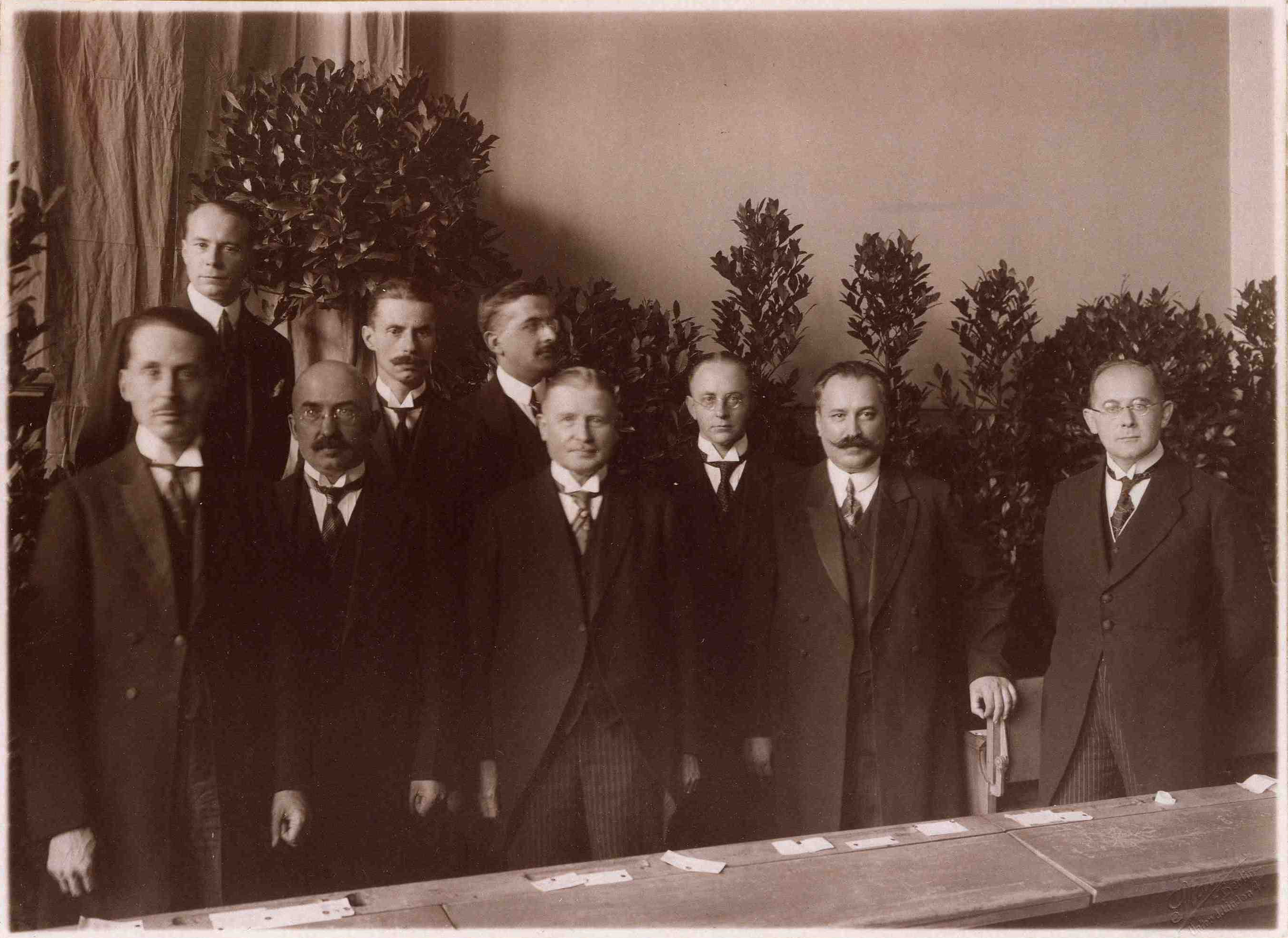
Члени-засновники та професори Українського наукового інституту в Берліні. 1-й ряд (зліва направо): Володимир Коростовець, Олександр Скоропис-Йолтуховський, ген. Вільгельм Ґренер, Васмерг, Дмитро Дорошенко, Келлєр; 2-й ряд: Володимир Залозецький-Сас, В'ячеслав Липинський, Іван Мірчук, 1927

У 1917, на початку визвольних змагань, звинувачував українських соціал-демократів у браку державницької волі. Після Лютневої революції брав участь в українізації військових частин на Полтавщині й одночасно разом із Сергієм Шеметом, як він сам згадував, «політично організовував хліборобські консервативні елементи на Полтавщині». Тоді ж він став одним із засновників і автором політичної програми Української демократично-хліборобської партії (УДХП), виданої у жовтні 1917.
Після визволення України від більшовиків, навесні 1918, зближується з Павлом Скоропадським, майбутнім Гетьманом Української Держави. У той самий час консервативні сили (УДХП, «Українська Народна Громада» П. Скоропадського та «Союз земельних власників») створюють опозиційну до Центральної Ради коаліцію і за офіційного нейтралітету німецьких окупаційних сил розпочинають підготовку до державного перевороту. 29 квітня 1918 Центральну Раду повалено, Павла Скоропадського — проголошено Гетьманом.

| Націоналізм буває двоякий: державотворчий і державоруйнівний — такий, що сприяє державному життю нації, і такий, що це життя роз’їдає. Прикладом першого може бути націоналізм англійський; другого — націоналізм польський, український. Перший є націоналізм територіальний, другий — націоналізм екстериторіальний і віросповідний. Перший називається патріотизмом, другий — шовінізмом. Коли Ви хочете, щоб була Українська Держава — Ви мусите бути патріотами, а не шовіністами. Що це значить? Це значить, перш за все, що Ваш націоналізм мусить спиратися на любов до своїх земляків, а не ненависть до них, за те, що вони не українські націоналісти. Для Вас, наприклад, мусить бути ближчий український москвофіл чи полонофіл (оцей, як Ви його звете, малорос і русин), аніж чужинець, який Вам мав би помогти визволитися від Москви чи від Польщі. Ви мусите все своє почуття і весь свій розум зосередити на тому, щоб найти розуміння, найти спільну політичну мову з місцевим москвофілом чи полонофілом — іншими словами: сотворити з ними разом на Українській Землі окрему державу, а не на то, щоб поза межами України знайти союзника, який би допоміг Вам знищити місцевих москвофілів і полонофілів | — писав у листі до Богдана Шемета.
На початку червня 1918 виїхав з України до Відня, щоб обійняти там посаду посла Української Держави. 24 липня 1918 в німецькому посольстві у Відні провів обмін ратифікаційними грамотами у справі Берестейського мирного договору з послом Німеччини у Відні Вільгельмом Штолберг-Вернігероде.

### Роки еміграції
Послом залишався після повалення Гетьманату. Хоча був «переконаним прибічником гетьманської форми правління», вважав, що у складні для нації часи слід відкинути усі ідеологічні розбіжності задля роботи на благо України. Однак подальші події в Україні, той процес «самоспалення, в якому згоряє наша хата» (В. Липинський), зокрема, розстріл полковника Болбочана стали безпосередньою причиною відставки з посади посла УНР у Відні. Наприкінці серпня 1919 передав справи посольства своєму заступникові, після короткого перебування у санаторії «Ґутенбрун» у Бадені оселився у Райхенау — гірському містечку в Нижній Австрії.
У Райхенау прожив майже безвиїзно до осені 1926, якщо не враховувати коротких поїздок до Відня, недалекого Бадена і 10-денного перебування у Берліні у травні 1921. На ці роки припала його найінтенсивніша наукова та громадська діяльність: опрацьована монографія «Україна на переломі. 1656—1659», звідти керував діяльністю створеного в 1920 Українського союзу хліборобів-державників. Також видавав неперіодичні збірники «Хліборобська Україна» (1920—1925), де друкувався його історіософський трактат «Листи до братів-хліборобів» (окремо виданий в 1926).
У листопаді 1926 за дорученням Гетьмана Павла Скоропадського переїхав до Берліна працювати у новоствореному Українському науковому інституті як його дійсний член. Берлінський клімат, часті зустрічі й непорозуміння з близькими до гетьманського центру людьми впливали шкідливо на фізичний стан його здоров'я і психологічний спокій. За порадою лікарів покинув працю в Інституті, повернувся в 1928 до Австрійської республіки, де оселився у гірській місцевості Бадеґ поблизу Ґраца.
У цей час загострилися суперечності між ним та Павлом Скоропадським. Він фактично розірвав свої стосунки із Скоропадським; натомість, зблизився з Василем Вишиваним (псевдонім австрійського ерцгерцога Вільгельма фон Габсбурґа), що зарекомендував себе українським патріотом і докладав значних зусиль до справедливого вирішення українського питання за кордоном. Український союз хліборобів-державників розколовся: прихильники Гетьмана об'єдналися у Союз гетьманців-державників, прихильники Липинського в 1930 створили Братство українських класократів-монархістів, гетьманців.
Хронічна легенева недуга загострилася, навесні 1931 хворобою вражене серце. Під час хвороби остерігався, що його можуть поховати живцем у стані каталепсії. Після серцевого нападу 26 квітня 1931 перевезли до санаторію «Вінервальд», де він помер 14 червня 1931. За його волею, було зроблено посмертний прокол серця.

### Поховання
Похований 2 липня 1931 на католицькому кладовищі у с. Затурцях на Волині. За радянської влади усі могили на польському цвинтарі, разом із могилою В'ячеслава Липинського, були втрамбовані в землю колгоспною технікою. У перші роки незалежності місцеві рухівці розчистили кладовище й встановили пам'ятник на його символічній могилі.
Нині відремонтовано родинне обійстя Липинських, понівечене перебуванням тут колгоспної худоби. У 2011, напередодні 20-річчя незалежності України, відреставрований та відкритий меморіальний музей В. Липинського.

## Політичні погляди

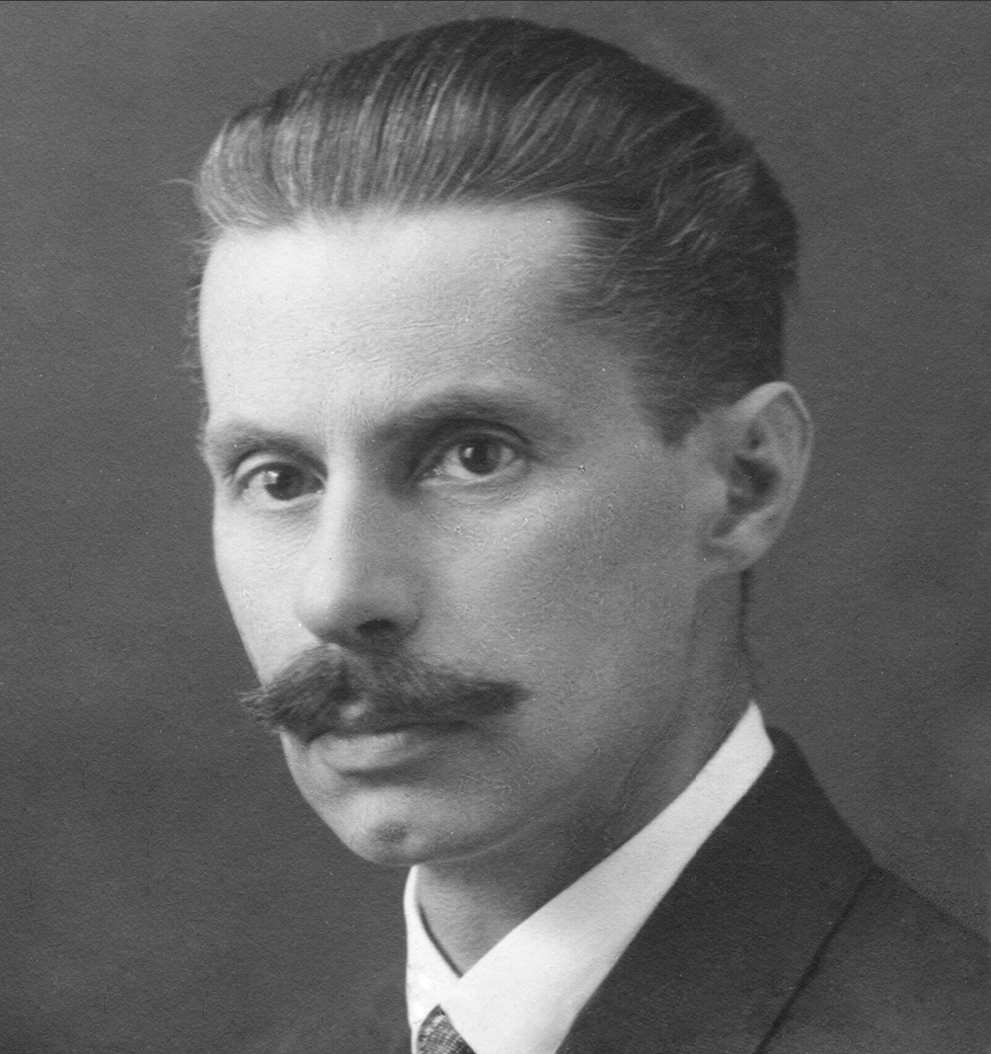
В'ячеслав Липинський

Серед політичних доктрин України в XX ст. значне місце посідає монархічно-гетьманська концепція В. Липинського (1882—1931). Він вважав, що здобуття Україною державної незалежності можливе через попереднє спадкове монархічне правління. Гетьман є своєрідним «національним прапором», живим символом України, навколо якого гуртується все населення, а головним чинником державобудівництва, на його думку, було встановлення правової монархії в традиційній гетьманській формі. Але ця монархія, як вважав історик, суттєво відрізняється від московської, що спиралася на насилля й необмежену владу царя, а також від польської, де король завжди був маріонеткою шляхти. Його ще вважають за одного із засновників українського консерватизму, який поділяли окремі знані представники політичної думки.
Історик розглядав такі основні методи організації державного будівництва в Україні:
1. демократія з республікою;
2. охлократія з диктатурою;
3. класократія з правовою, обмеженою законом монархією.

Найбільш придатною для України Липинський вважав останню форму. Пояснював це тим, що вибори до демократичної республіки (парламенту) — це політична бутафорія. Для українського руху, міркував він, можуть стати фатальними гасла демократії й громадянського суспільства, оскільки вони спричинять штучне копіювання демократії за взірцями інших країн, а політична культура однієї нації не може бути механічно перейнята іншою.
В. Липинський вважав, що основна умова створення української державності — це єдність: релігійна, регіональна, політична, організаційна, національна. Справу української державності завжди губила відсутність єдності між українцями. Здобуття державності багато в чому залежить від організації провідної верстви, від її згуртованості. Історик стверджував, що тільки власна держава, збудована українською нацією на своїй етнографічній території, врятує її від економічного розпаду і кривавої анархії. Основна орієнтація В. Липинського — ніхто не збудує Української держави, якщо ми самі собі її не збудуємо, і ніхто за нас не зробить нації, якщо ми самі нацією не схочемо бути. Відповідно власне призначення він вбачав у тому, щоб прищепити народові України свої висновки як світогляд, здатний перетворити пасивний народ у політичне активний організм. Ідеологія розглядалася як рушійна сила національного відродження. Коли відродження націй відбувається без національного ідеалізму, без любові до цілої нації в усіх її класах і групах, без того ідейного національного пафосу, того романтичного захоплення образом нової волі й незалежності націй, що йде в парі з відродженням усіх європейських народів, то внаслідок того з самого поняття нації викидається весь його живий творчий зміст.
Отже, за концепцією В. Липинського, саме держава повинна об'єднати мешканців території в органічну цілість. Цей організм як наслідок спільного життя та спільних інтересів породжує колективну свідомість і раціональне бажання суспільного самовираження у формі власної нації. Передумовою цього самовираження є існування держави, оскільки, на думку науковця, ідея бажання, кінцевою метою якого є створення нації, може реалізуватися тільки в матеріальних формах держави.

### Основні праці
В'ячеслав Липинський є автором таких праць:
- «Данило Братковський» (1909)
- «Генерал артилерії Великого Князівства Литовського» (1909)
- «Шляхта на Україні» ( Szlachta na Ukrainie. Udział jej w życiu narodu ukraińskiego na tle jego dziejów). — Краків, 1909. (пол.)
- «Аріянський соймик в Киселені в маю 1638» (1910)
- «Z dziejów Ukrainy. Księga pamiątkowa ku czci Włodzimierza Antonowicza, Tadeusza Rylskiego i Paulina Święcickiego [Архівовано 7 квітня 2014 у Wayback Machine.]». — Київ-Краків, 1912. (пол.)
- «Україна на переломі 1657–1659. Замітки до історії українського державного будівництва в XVII-ім століттю». — Відень, 1920. вид. 1954
- «Покликання „Варягів“ чи організація хліборобів [Архівовано 2 жовтня 2013 у Wayback Machine.]». — 1925.
- «Реліґія і церква в історії України» ( «Релігія і церква в історії України»). — Філадельфія, 1925.
- Трагедія українського Санчо Панча (Із записної книжки емігранта). 1920
- «Універсалізм в хліборобській ідеольоґії». — Прага-Подєбради, 1926.
- «Листи до братів-хліборобів» ( Листи до братів-хліборобів. Про ідею і орґанізацію українського монархізму, писані 1919—1926. — Відень, 1926.)
- Хам і Яфет. З приводу десятих роковин 16—29 квітни 1918 р.. — Львів : Накладом „Поступу“, 1928. — 32 с.

- «Листування В.Липинського [Архівовано 3 вересня 2014 у Wayback Machine.]», Т. 1. — К.: Смолоскип, 2003. — 960 с.

## Оцінка діяльності
Владислав Свідовський, який є одним з провідних біографістів, проводив дослідження його життєпису і охарактеризував як:
|  | одним з найвидатніших діячів української держави та еміграції. |

Також використовуючи новий підхід до тлумачення та аналізу робіт — історик зміг сформулював коректнішу трактовку «територіального принципу» В. Липинського:
|  | Територіальний принцип за Липинським – тобто любов усіх націй, які проживають на території України неважливо: яка у них нація, соціальне положення чи віросповідання. |

## Вшанування пам'яті

### Пам'ятники та меморіальні таблиці
- Пам'ятник В'ячеславові Липинському в с. Затурці на Волині, встановлений у 2002 році.

Пам'ятник В'ячеславові Липинському в Києві на території МАУП, встановлений у 2007 році.   - Пам'ятник  на території МАУП в Києві (автори Сидорук Олесь та Крилов Борис)
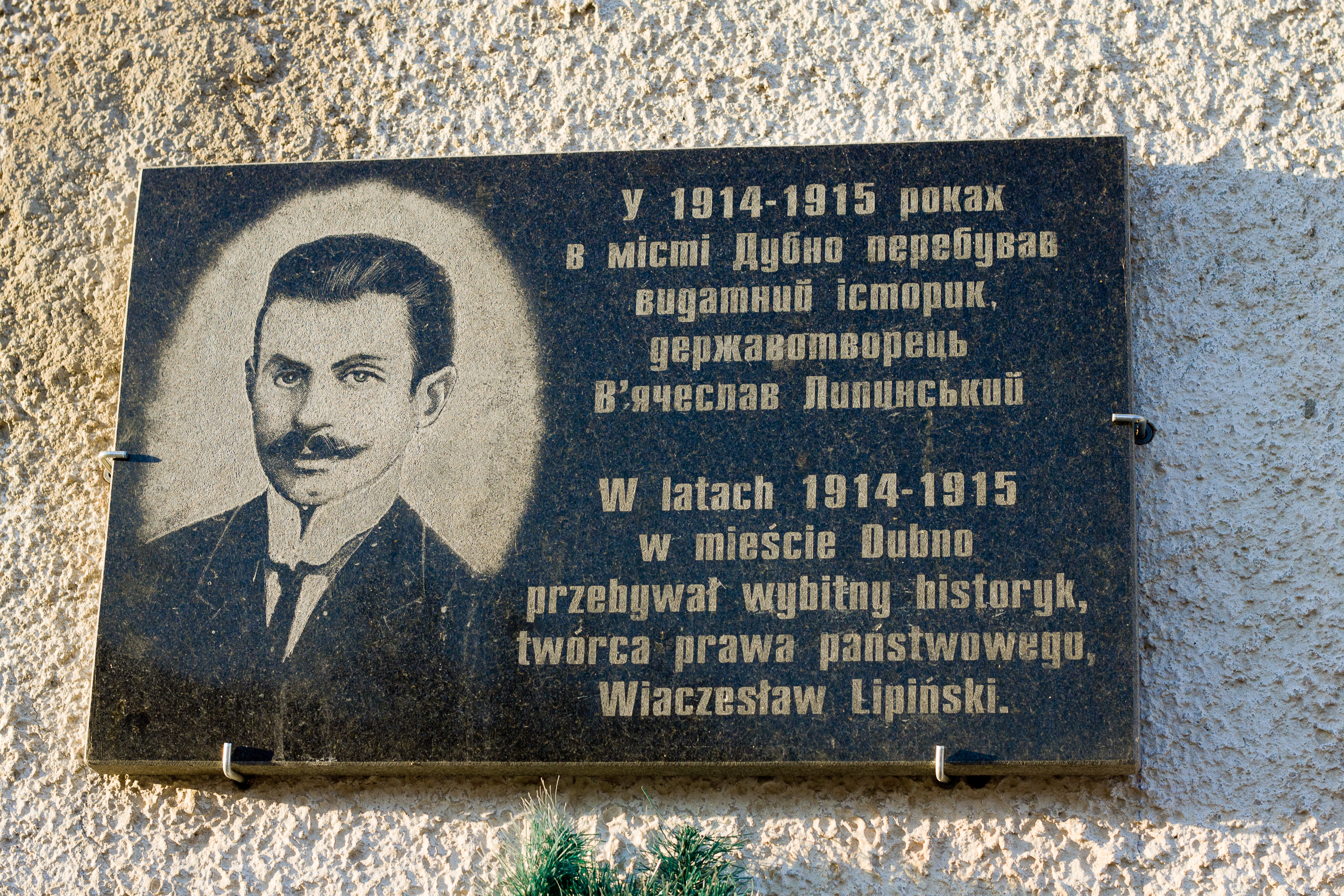
Меморіальна таблиця на вул. князя Острозького, 18 (Костел Святого Яна Непомуцького) в Дубно (2012)
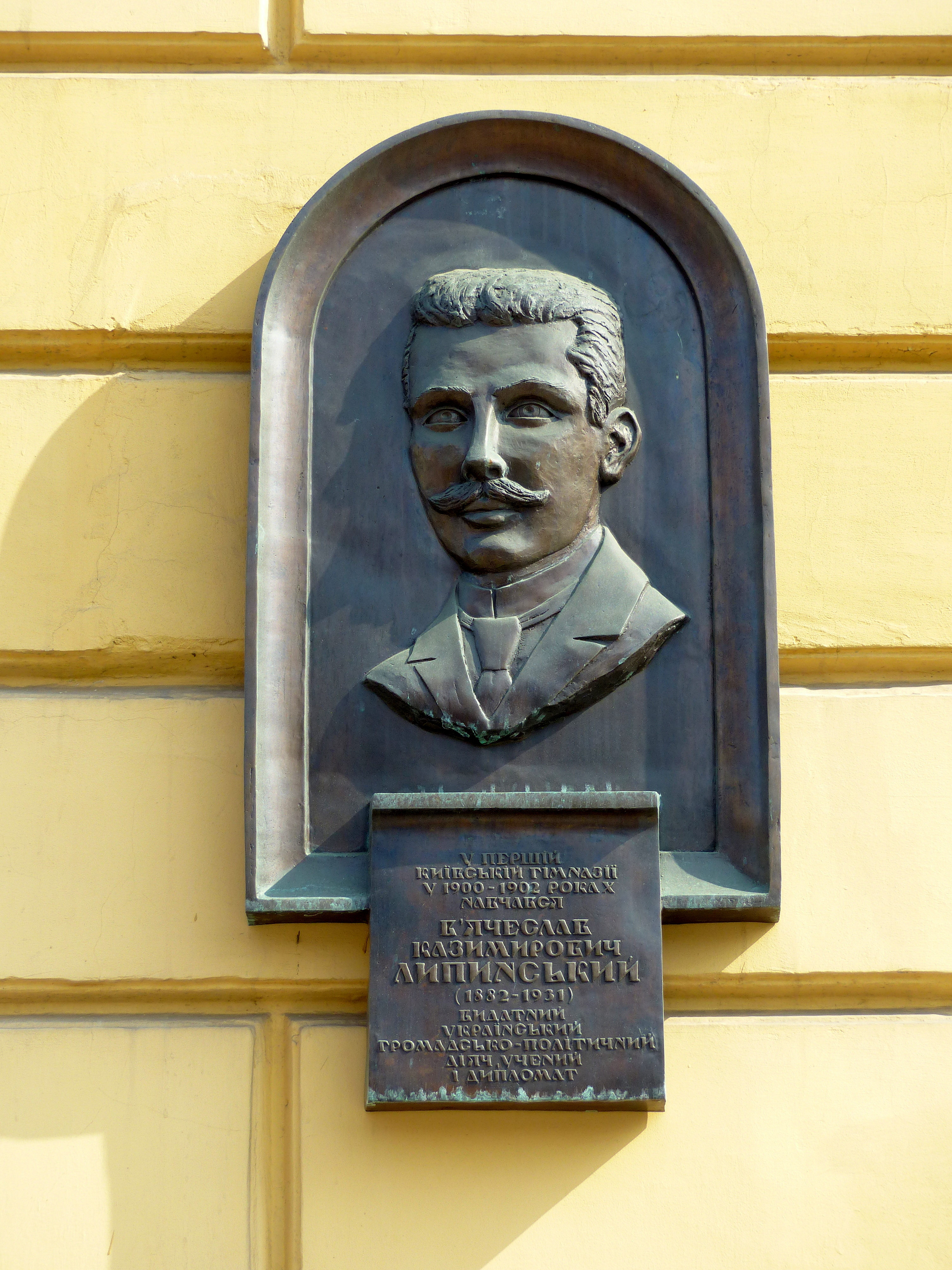
Меморіальна таблиця В'ячеславові Липинському на бульварі Тараса Шевченка, 14 у Києві
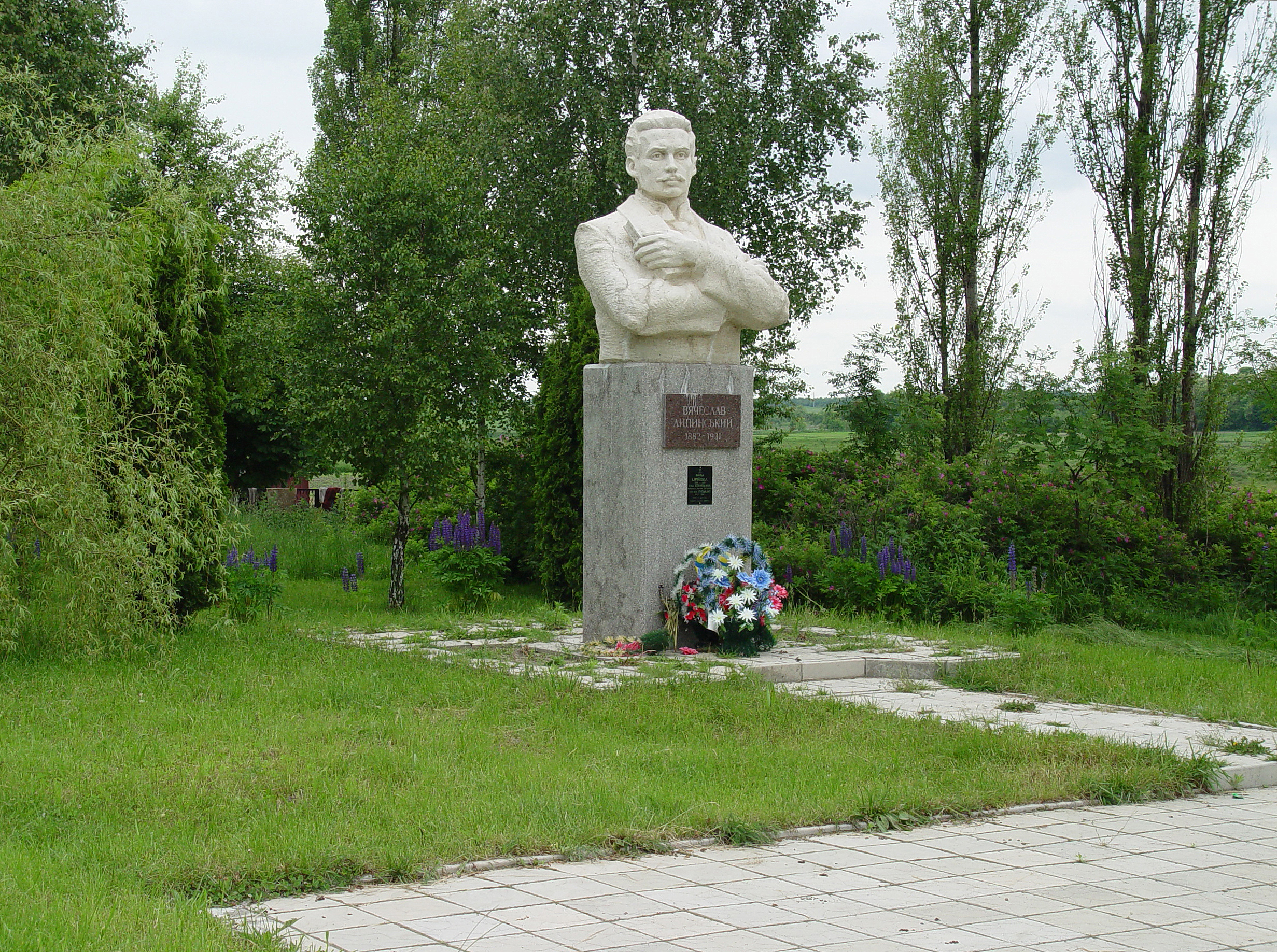
Пам'ятник в селі Затурці
  - Меморіальна таблиця на вул. князя Острозького, 18 (Костел Святого Яна Непомуцького) в Дубно (2012)
  - Меморіальна таблиця В'ячеславові Липинському на бульварі Тараса Шевченка, 14 у Києві
  - Пам'ятник в селі Затурці

### Вулиці
- Вулиця В'ячеслава Липинського в місті Дніпрі.
- Вулиця В'ячеслава Липинського в місті Житомирі.
- Вулиця В'ячеслава Липинського в с. Затурці.
- Вулиця В'ячеслава Липинського в місті Києві.
- Вулиця В'ячеслава Липинського в місті Луцьку.
- Вулиця В'ячеслава Липинського в місті Львові.
- Вулиця В'ячеслава Липинського в місті Рівне.
- Вулиця В'ячеслава Липинського в місті Суми.

Також В'ячеслав Казимирович Липинський є патроном Куреня 79 Івано-Франківської станиці Пласту.

## У мистецтві
- В'ячеслав Липинський — одна з центральних постатей в романі Тані Малярчук «Забуття».

### Публікації в пресі
- Марян Козак. У десятиліття смерти Вячеслава Липинського // Краківські вісті, 14.06.1941 [Архівовано 11 серпня 2016 у Wayback Machine.]
- Богдан Лепкий. Моя перша зустріч з Липинським // Краківські вісті, 14.06.1941 [Архівовано 11 серпня 2016 у Wayback Machine.]
- Ігор Сюндюков. Хвороба бездержавності. Суб'єктивні нотатки // День, 30 вересня 2000 [Архівовано 7 серпня 2016 у Wayback Machine.]
- Іван Дмитрів. В'ячеслав Липинський — «Кант української політичної думки» // Демократична Україна. — 2006. [Архівовано 4 червня 2008 у Wayback Machine.]
- Євген Сверстюк. Вісник призначення України // Дзеркало тижня. — 2007. — № 25 (654) [Архівовано 3 червня 2008 у Wayback Machine.]
- Екзотичний консерватор // Слово Просвіти. — 2007. — 19–25 квіт.
- Віталій Пономарьов. Поляк за народженням, українець "за вибором // Дзеркало тижня. — 2009. — № 14 (742), 21–28 квітня [Архівовано 22 квітня 2009 у Wayback Machine.]
- Галина Баран. Садиба Липинського й досі чекає на реконструкцію // Віче. — 2010. — 12–18 серп. — С. 4.
- Ковальчук О. Коли і коні падають на коліна // Віче. — 2010. — 16–27 груд. — С. 3.
- Микола Якименко. В'ячеслав Липинський: «Ніхто не збудує нам державу, коли ми самі її не збудуємо…» // Голос України. — 2011. — 8 верес.[недоступне посилання з липня 2019]
- Валентин Малиновський. «Ніхто з нас не зробить нації…» // Волинь. — 2012. — 19 квіт. — С. 6.